# Melanophthalma venusta
Melanophthalma venusta es una especie de coleóptero de la familia Latridiidae.

## Distribución geográfica
Habita en la República Dominicana.